# Jeunes Filles à marier
Pour plus de détails, voir Fiche technique et Distribution.
Jeunes Filles à marier est un film français réalisé par Jean Vallée, sorti en 1935.
Il s'agit du premier film français réalisé en couleur.

## Fiche technique
Sauf indication contraire, les informations mentionnées dans cette section peuvent être confirmées par la base de données cinématographiques Unifrance,  présente dans la section « Liens externes ».
- Titre : Jeunes Filles à marier
- Autre titre : Huit Jeunes Filles à marier
- Réalisation : Jean Vallée
- Supervision de la réalisation : Henry Roussel
- Scénario : Herbert Juttke et G. Marvy, d'après la pièce de théâtre 'Dollars' de Raoul Praxy
- Dialogues : Raoul Praxy
- Décors : Robert Gys
- Photographie : Nicolas Toporkoff
- Musique : Rolf Marbot, Bert Reisfeld, Moisés Simóns
- Société de production : Paris Color Films
- Format :  Couleur (Franciacolor)  - 1,37:1 - Son mono - 35 mm
- Pays de production :  France
- Langue de tournage : français
- Genre : Comédie
- Durée : 82 minutes
- Date de sortie : France : 5 juillet 1935

## Distribution
- Jules Berry : Philippe
- Josseline Gaël : Simone
- Mady Berry : Mme Guéneau
- Maurice Escande : John Gordon
- Lyne Clevers : Yahna Lambert
- Henri Debain : le portier
- Pierre Palau
- Denise Grey